# Michael Longley
Michael Longley, född 27 juli 1939 i Belfast, död 22 januari 2025 i Belfast, var en nordirländsk författare. Han var gift med litteraturkritiken Edna Longley som är inriktad på modern irländsk och brittisk lyrik.
Han studerade vid Royal Belfast Academical Institution och därefter studerade han klassisk litteratur vid Trinity College, Dublin, där han var redaktör för magasinet Icarus. Han var hedersdoktor vid Queen's University Belfast sedan 1995 och Trinity College, Dublin sedan 1999. 
Gorse Fires (1991) vann Whitbread Poetry Prize och The Weather in Japan (2000) vann T.S. Eliot Prize och Hawthornden Prize. Han var år 2001 mottagare av Queen's Gold Medal for Poetry.
Den 6 september 2007 utnämndes Longley till "Professor in Poetry for Ireland", en gränsöverskridande akademisk post instiftad 1998, och tidigare innehavd av John Montague, Nuala Ní Dhomhnaill och Paul Durcan.